# La Couture-Boussey
La Couture-Boussey es una localidad y comuna francesa situada en la región de Alta Normandía, departamento de Eure, en el distrito de Évreux y cantón de Saint-André-de-l'Eure.

## Demografía
| 880 | 907 | 966 | 1533 | 1724 | 1957 |
| Para los censos de 1962 a 1999 la población legal corresponde a la población sin duplicidades (Fuente: INSEE [Consultar]) |     |     |      |      |      |

## Administración

### Entidades intercomunales
La Couture-Boussey está integrada en la Communauté de communes La Porte Normande. Además forma parte de diversos sindicatos intercomunales para la prestación de diversos servicios públicos:
- S.I.A.E de la Vallée d'Eure
- Syndicat de voirie du canton de Saint André de l'Eure
- Syndicat de l'électricité et du gaz de l'Eure (SIEGE)

### Riesgos
La prefectura del departamento de Eure incluye la comuna en la previsión de riesgos mayores  por:
- Presencia de cavidades subterráneas.
- Riesgos derivados del transporte de mercancías peligrosas.